# Сула (Сумский район)
Сула́ (укр. Сула́) — село, Сульский сельский совет, Сумский район, Сумская область, Украина.
Код КОАТУУ — 5924787301. Население по переписи 2001 года составляло 459 человек.
Является административным центром Сульского сельского совета, в который, кроме того, входят сёла Даценковка, Зеленая Роща, Печище, Липовка, Нечаевка и Орлиное.

## Географическое положение
Село Сула находится на берегу реки Сула, недалеко от её истоков, ниже по течению на расстоянии в 0,5 км расположено село Печище.
Через село проходит автомобильная дорога Н-07.

## История
- Село Сула основано в начале XX века.